# لواء ناعور
لواء ناعور هو تقسم إداري ثاني يتبع محافظة العاصمة في الأردن، مركزه مدينة ناعور.  بلغ عدد سكانه في عام 2009 حوالي 78,960 نسمة.

## البلدات
يُقسم هذا  اللواء إلى كل من الأقضية التالية:
- قضاء ناعور: يشكّل سكانه 47,770 نسمة، ويضم كل من البلدات والمناطق التالية: ناعور، العدسية ، أم القطين،  قرة تركي،  أدبيان،  المنصورة ، البنيات ، أم السماق،  بصة ناعور،  سيل حسبان،  العامرية،  العالية،  بلعاس،  زبود ، أبو نقلة.
- قضاء أم البساتين: يشكّل سكانه 12,430 نسمة، ويضم كل من البلدات والمناطق التالية: أم البساتين،  السامك،  أم العساكر،  أم الكندم،  أم البرك،  ماسوح.
- قضاء حسبان: يشكّل سكانه 18,760 نسمة، ويضم كل من البلدات والمناطق التالية: حسبان، المشقر ، الروضة، العال.

## انظر أيضًا

البنيات لواء ناعور